# Potamotrygonidae
Las rayas de río o chuchos de río (Potamotrygonidae) son una familia del orden Myliobatiformes. En su gran mayoría viven en biotopos de agua dulce neotropicales de todos los países de Sudamérica (a excepción de Chile); solo dos especies son marinas.

## Distribución
Son nativas del norte, centro  y este de América del Sur; viven en ríos que drenan hacia el mar Caribe y hacia el océano Atlántico. En general, cada especie es nativa de cuencas fluviales individuales. La mayor diversidad de especies de rayas de río se encuentra en la cuenca del Amazonas. Las dos especies marinas viven en las costas tropicales de América bañadas por ambos océanos.

## Descripción

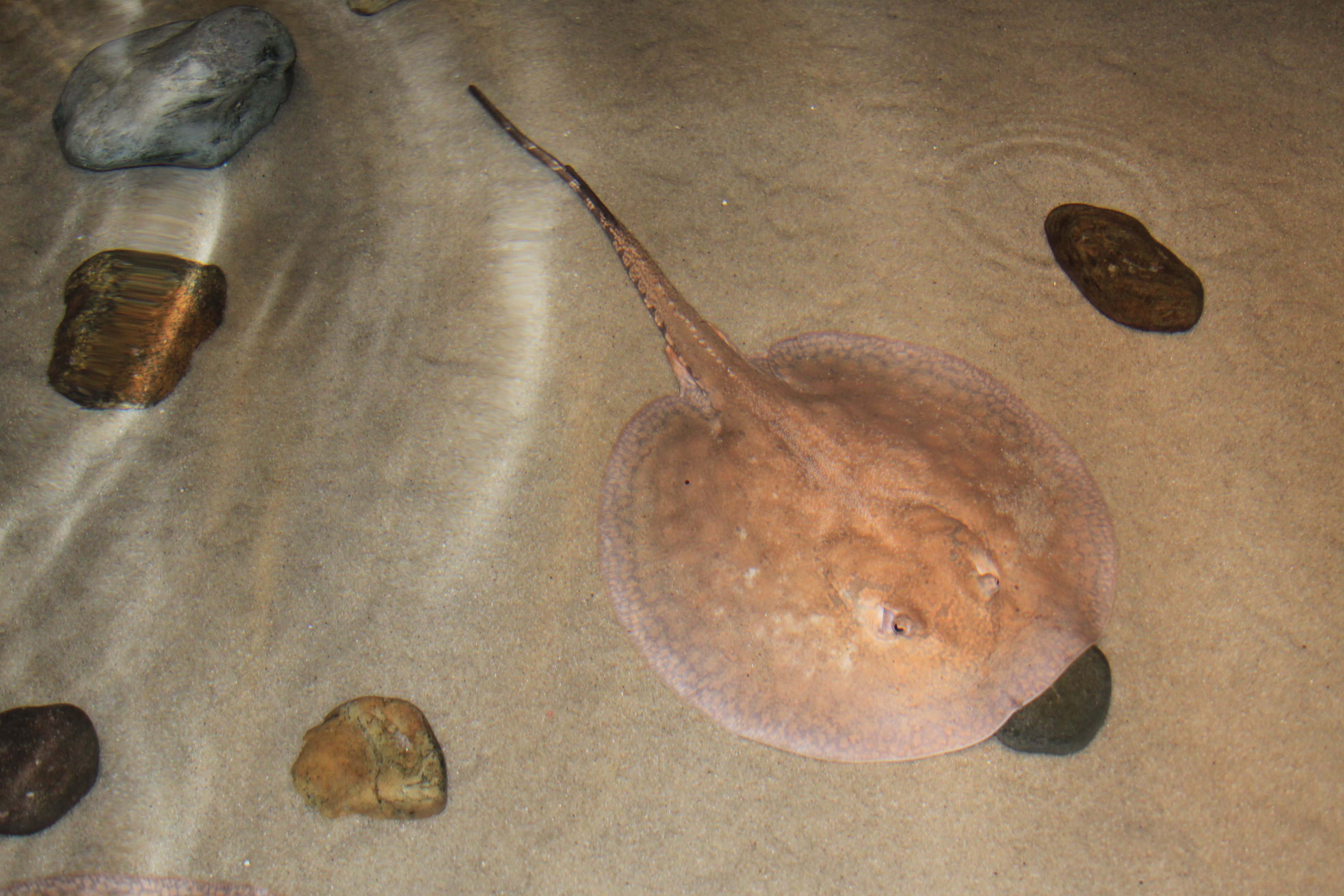
Potamotrygon hystrix.

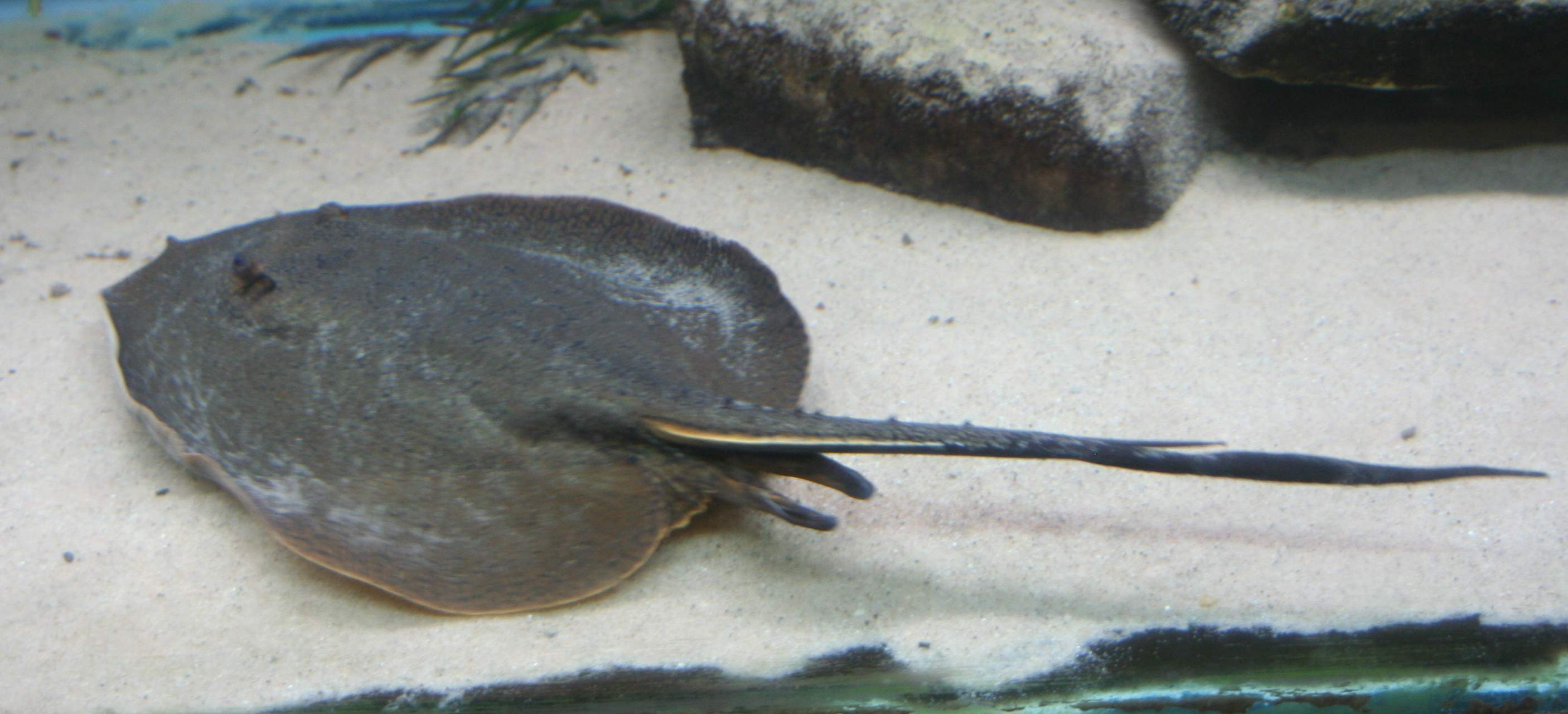
Plesiotrygon iwamae.

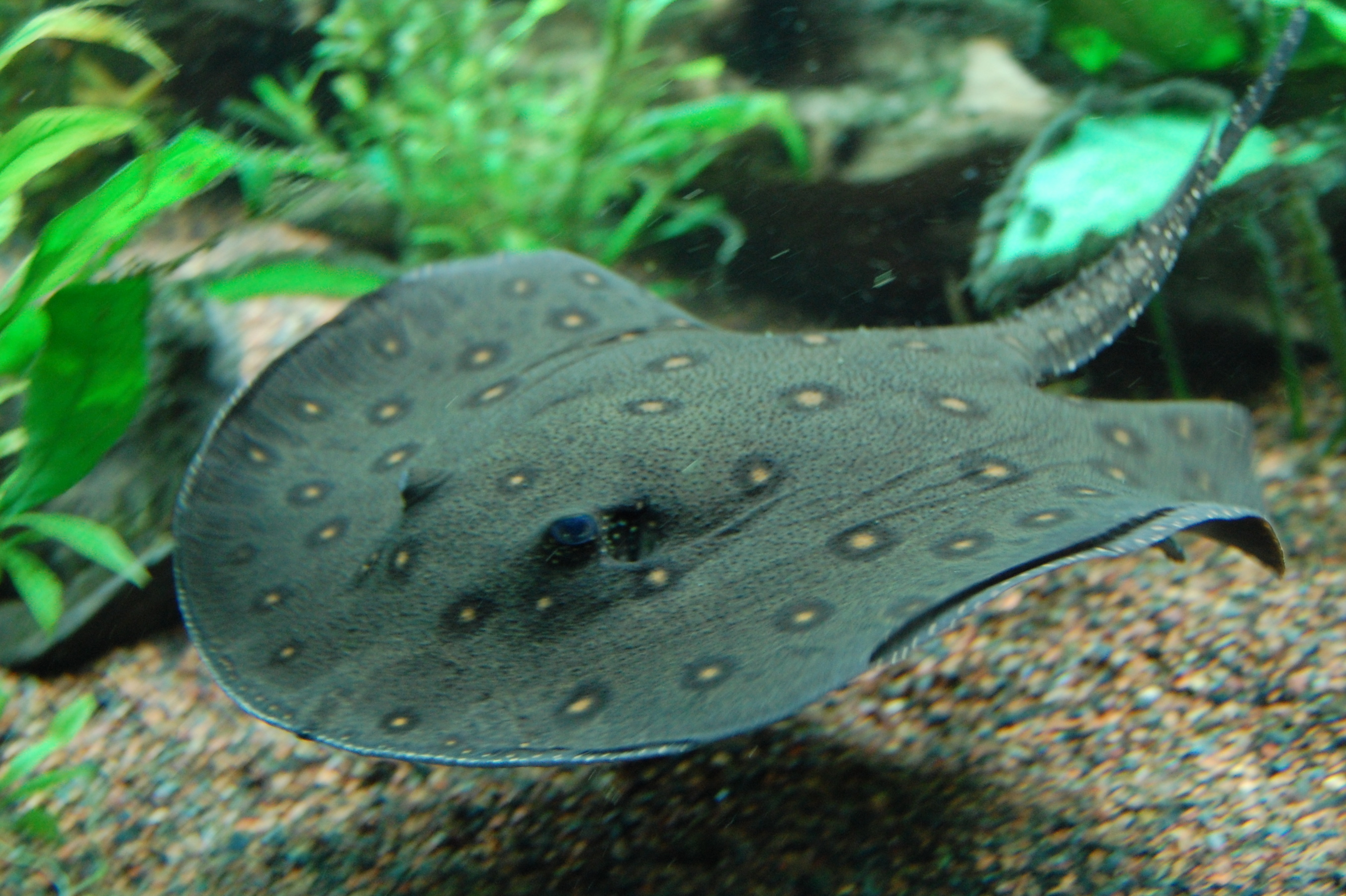
Potamotrygon motoro.

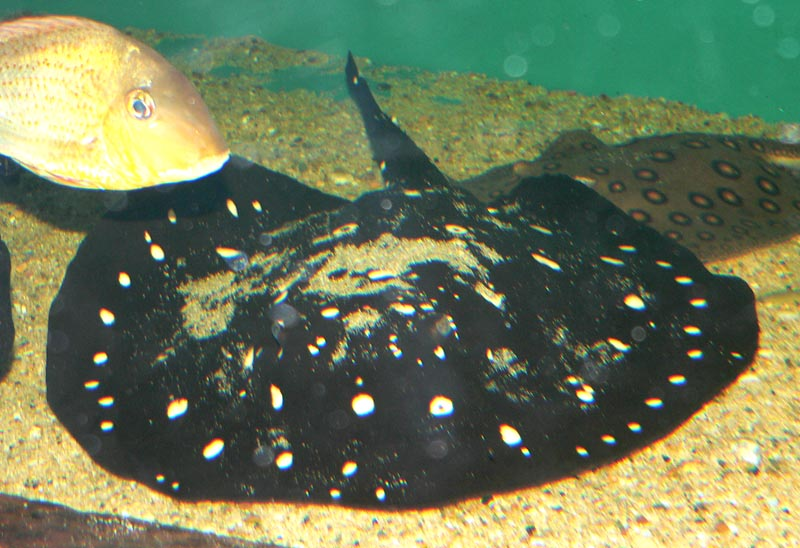
Potamotrygon henlei.

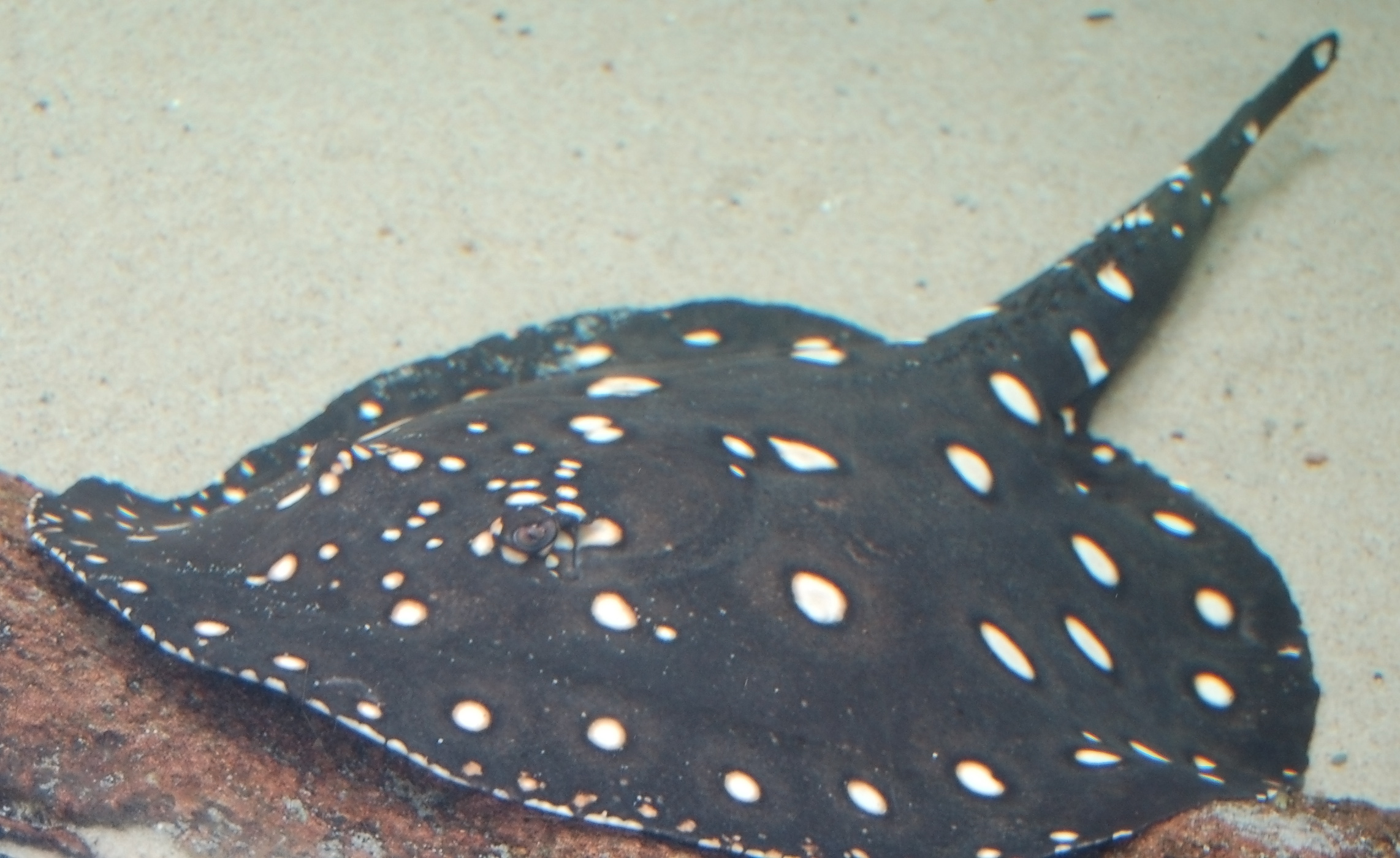
Potamotrygon leopoldi.

Poseen una forma casi circular, y varían en tamaño desde la pequeña Potamotrygon schuhmacheri, que solo alcanza los 25 cm de diámetro, hasta la raya de río de cola corta, de la que algunos ejemplares pueden llegar a medir 2 metros de diámetro, y alcanzar pesos de entre 260 y 300 kg.
La superficie superior está cubierta de dentículos (escamas con puntas como dientes). La mayoría de las especies son de color marrón o grisáceo, y con frecuencia tienen patrones distintivos manchados o moteados, pero algunas especies son en su mayor parte negruzcas con contrastadas manchas blancas.
Esta familia es la única de los batoideos mayormente restringida a hábitats de agua dulce, pues, si bien hay algunas especies de agua dulce de la familia Dasyatidae (por ejemplo Himantura chaophraya) la mayoría de las especies de esa familia son peces de agua salada.

## Reproducción
Al ser especies ovovivíparas, el macho copula a la hembra introduciendo en la cloaca uno de los dos pterigópodos y sujetándola con la boca, y a veces esas mordidas dejan marcas que muy pronto sanarán. El cortejo suele darse entre los meses de septiembre a diciembre; la hembra llevará los huevos en su vientre durante dos meses aproximadamente; los nacimientos suelen ocurrir entre noviembre y enero. En realidad poco se sabe acerca de las señales ambientales que pueden estimular el comportamiento reproductivo de las rayas, aunque las posibilidades incluyen cambios de temperatura, pH, y el fotoperíodo. Suelen nacer entre 1 y 12 pequeñas rayas de aproximadamente 10 cm de diámetro del disco. Después de 24 horas deben comenzar a alimentarse por sí solas.
Las especies de la familia Potamotrygonidae presentan baja fecundidad, tardía madurez sexual, y crecimiento lento, lo que las hace muy vulnerables a la extinción y los precios que alcanzan son cada vez más altos. Por otro lado, Alemania, Estados Unidos y varios países asiáticos ya están reproduciendo estas hermosas especies para el comercio de animales ornamentales. En el último año también Colombia y Perú tienen proyectos de reproducción.

## Peligrosidad
Tienen un aguijón caudal venenoso, el que los torna entre los peces de agua dulce más temidos en la región neotropical, a veces son más temidas que las pirañas, y la anguila eléctrica. Sin embargo, no son peligrosas a menos que sean pisadas.

## Taxonomía
La taxonomía de la familia Potamotrygonidae es compleja, aún muchas formas permanecen sin ser descriptas.
Subdivisión
Esta familia está integrada por 2 subfamilias que contienen un total de 5 géneros:  
- Potamotrygoninae Garman 1877
  - Heliotrygon Carvalho & Lovejoy, 2011 rayas sol
  - Paratrygon Duméril, 1865
  - Plesiotrygon Rosa et al., 1987
  - Potamotrygon Garman 1877
- Styracurinae Carvalho, Loboda & Silva, 2016
  - Styracura Carvalho, Loboda & da Silva, 2016